# Martin Arenlind
Martin Arenlind, född 5 juni 1977, är en svensk bordshockeyspelare som representerar den danska klubben Fremad Eagles. Arenlind låg i januari 2010 på 2:a plats i World Table Hockey Tour.

## Meriter
- Silver i Oslo Open 2009
- Silver i Öresund Cup 2008
- Brons i Berlin Open 2008
- 4:a i Lag-VM 2009